# Ольхи (Шацкий район)
Ольхи — село в Шацком районе Рязанской области. Административный центр Ольховского сельского поселения.

## География
Находится у истока реки Вобша в юго-западной части района. С севера к селу примыкает деревня Илларионовка.
Географическое положение
Расстояние до районного центра — 27 км, до областного центра 186 км.
Климат
Как и во всем районе, климат умеренно континентальный, с тёплым летом и умеренно-холодной зимой. В течение года осадки распределяются неравномерно.

## История
Впервые село упоминается в писцовой книге Шацкого уезда 1617 года.

## Население
| 1926 | 1989 | 2010 | 2012 |
| ---- | ---- | ---- | ---- |
| 3254 | ↘563 | ↘394 | ↗398 |

## Инфраструктура
В селе расположена средняя школа, детский сад, фельдшерско-акушерский пункт, сельский дом культуры, магазин.
В центре села установлен памятник воинам-односельчанам, павшим в Великой Отечественной войне 1941—1945 г. Рядом с ним установлен памятник герою Советского Союза Ивану Земнухову, уроженцу соседней деревни Илларионовка.
В 2019 году открыт животноводческий комплекс — новая мегаферма «Шацк», рассчитанная на 6 000 голов дойного стада и 7 800 молодняка голштинской породы.

## Транспорт
По окраине села (ул. Новая) проходит дорога регионального значения 61К-015 « Сапожок — Сараи — Борец — Шацк с подъездом к станции Верда» (идентификационный номер 61 ОП РЗ 61К-015).